# پرسگوتس
پرسگوتس (به آلمانی: Preßguts) یک منطقهٔ مسکونی در اتریش است که در وایتس واقع شده‌است. پرسگوتس ۶٫۴۱ کیلومتر مربع مساحت دارد ۳۶۰ متر بالاتر از سطح دریا واقع شده‌است.